# Бернгард I (герцог Саксен-Мейнингена)
Бернгард I Саксен-Мейнингенский (нем. Bernhard I. von Sachsen-Meiningen; 10 сентября 1649, Гота — 27 апреля 1706, Майнинген) — принц Саксен-Готский, родоначальник владетельного княжеского рода Саксен-Мейнинген, 6-й сын герцога Эрнста Саксен-Готского и альтенбургской принцессы Елизаветы Софии.

## Биография
Бернгард — 9-й ребёнок в многодетной семье отца (18 детей). Учился в Тюбингенском и Женевском университетах, вступил в брак с принцессой Марией Гедвигой Гессен-Дармштадтской.
По смерти отца в 1675 году и по его желанию Бернгард вначале управлял княжеством совместно со своими шестью братьями пережившими отца; но когда обнаружилось, что между некоторыми из братьев заключены уже договоры о разделе, Бернгард в 1681 году также выделил себе особое герцогство с резиденцией в Мейнингене, образовав таким образом Саксен-Мейнинген.
По смерти брата Альбрехта Саксен-Кобургского Бернгард затеял спор о наследстве с прочими находившимися в живых братьями. Он умер в 1706 году, успев несколько расширить свои владения.

## Потомки
В первом браке с Марией Гедвигой Гессен-Дармштадтской, дочерью ландграфа Георга II родились:
- Эрнст Людвиг I (1672—1724), герцог Саксен-Мейнингена, женат на принцессе Доротее Марии Саксен-Гота-Альтенбургской (1674—1713), затем на принцессе Елизавете Софии Бранденбургской (1674—1748)
- Бернхард (1673—1694)
- Иоганн Эрнст (1674—1675)
- Мария Елизавета (1676)
- Иоганн Георг (1677—1678)
- Фридрих Вильгельм (1679—1746), герцог Саксен-Мейнингена
- Георг Эрнст (1680—1699)

Во втором браке с Елизаветой Элеонорой Брауншвейг-Вольфенбюттельской (1658—1729), дочерью герцога Антона Ульриха Брауншвейг-Вольфенбюттельского, родились:
- Елизавета Эрнестина (1681—1766), аббатиса Гандерсгеймского монастыря 1713
- Элеонора Фридерика (1683—1739), монахиня Гандерсгеймского монастыря
- Антон Август (1684)
- Вильгельмина Луиза (1686—1753), замужем за Карлом Вюртемберг-Бернштадтским (1682—1745)
- Антон Ульрих (1687—1763), герцог Саксен-Мейнингена, женат на Филиппине Елизавете Цезарь (1683—1744), затем на принцессе Шарлотте Амалии Гессен-Филипстальской (1730—1801)